# 校田
校田（こうでん）とは、班田支給に先立って、田地の位置・地理・面積・耕作者（田主）を調査・確定させること。

## 概要
大化の改新に際して東国国司に校田を行わせたのが最古（『日本書紀』）といわれているが、確実に行われていたと言えるのは律令制以後のことである。養老律令田令では、6年に1度の班田に先立って諸国の国司が校田を行って、新たに支給する人とそのための田地を確定する必要があった。そのため、戸籍の作成を行う造籍→校田→班田をそれぞれの作業を1-2年かけて行うことが繰り返された。校田の結果は校田帳（こうでんちょう）に載せられて田主ごとに田地の位置・面積などを記載して太政官に提出した。これは実際の班田状況を示した授口帳と併せて校田授口帳とも呼ばれることがある。また、校田図（こうでんず）と呼ばれた図面も同時に作成されたと考えられているが、実物が残っていないために不明である。
だが、校田は田地の中に入って作業を行うこともあるために、稲作が行われている時期には行えず冬に集中的に行われるようになることに加えて墾田永年私財法制定以後は田地の権利関係も複雑化してきたために作業が間に合わずに校田と班田の間の期間が拡大していき、やがて班田時期の遅延を招く事態も生じてた。班田収授法を動揺させる原因の1つとされた。
そこで延暦4年（785年）に従来、国衙の役人である計田国司（けいでんこくし）、あるいは班田の際に中央から派遣していた班田使が兼務していた校田業務を分離して校田使（こうでんし）を設置して参議級を長官、諸国国守を次官として中央主導で校田を指揮監督させたが、実際には畿内のみに限定されてその他の国々では依然として計田国司が監督していた。それでも校田の遂行自体が困難となっていき、貞観4年（862年）には太政官が校田帳の大規模な勘会（監査）を行っている。
平安時代中期の班田収授法の崩壊とともに校田も行われなくなっていった。なお、初期荘園においても国家の校田に倣って独自の校田・校田使が行われていたが、いずれもその後は国司あるいは荘園領主による検田が取って代わるようになった。